# Sławomir Jeneralski
Sławomir Bogusław Jeneralski (ur. 28 lipca 1961 w Bydgoszczy) – polski dziennikarz, polityk, poseł na Sejm V kadencji.

## Życiorys
W 1985 ukończył studia na Wydziale Pedagogiki Wyższej Szkoły Pedagogicznej w Bydgoszczy (obecnie Uniwersytet Kazimierza Wielkiego). Współorganizował obchody 650-lecia Bydgoszczy. Następnie pełnił funkcję rzecznika prezydenta miasta. Później pracował w Telewizji Polskiej w Bydgoszczy. Współpracował też z centralą TVP w Warszawie, dokąd przeniósł się na stałe po kilkunastu miesiącach.
W okresie prezesury Roberta Kwiatkowskiego od końca lat 90. prowadził w TVP1 Wiadomości i Monitor Wiadomości. Był także prowadzącym prawybory we Wrześni i szefem działu politycznego Telewizyjnej Agencji Informacyjnej. Z pracy w telewizji publicznej odszedł w 2004 (podobnie jak kilku innych dziennikarzy kojarzonych z lewicą), gdy jej prezesem został Jan Dworak.
W wyborach parlamentarnych w 2005 uzyskał mandat poselski z listy Sojuszu Lewicy Demokratycznej w okręgu bydgoskim, otrzymując 4343 głosy. W oświadczeniu lustracyjnym przyznał się do pełnienia służby w organach bezpieczeństwa PRL. W przedterminowych wyborach w 2007 bez powodzenia ubiegał się o reelekcję z listy Lewicy i Demokratów (otrzymał 5271 głosów). W 2009 odmówił objęcia mandatu posła VI kadencji, który zwolnił wybrany do Europarlamentu Janusz Zemke.

## Odznaczenia
Odznaczony Złotym Krzyżem Zasługi (2002).